# Saturnus
 For alternative betydninger, se Saturn (flertydig). (Se også artikler, som begynder med Saturn)
 For alternative betydninger, se Saturnus (band).
Sāturnus (eller Saturn) er i den romerske mytologi gud for korn og indhøstning. Han regerede tidligt over jorden og svarer til Kronos i den græske mytologi.
Selv om græsk og romersk mytologi flyder sammen, er der stadig forskel på Saturnus og Kronos, idet Saturnus fik en fremtrædende position i den romerske religion. Romerne mente, at Saturnus på sin flugt fra sønnen Jupiter var undsluppet til Latium nord for Rom og havde lært befolkningen at dyrke jorden.
Festen Saturnalia blev fejret til ære for Saturnus. Gudinden Ops (egentlig Opis, latin for "overflod") var hans kone og en frugtbarhedsguddom af sabinsk ophav.
Den latinske grammatiker Varro afledte navnet Saturn af ordet satus "såning, sæd", men det er problematisk, eftersom dette ord har et kort a, hvorimod gudenavnet har et langt a. En del forskere tror, at navnet er af etruskisk oprindelse, fordi gudenavnet Satres forekommer i en etruskisk indskrift.
Efter mellemøstligt forbillede opkaldte grækerne og romerne den sjette planet regnet fra solen og den sjette ugedag (lørdag) efter Saturnus. Dagen hedder stadig Saturday på engelsk og zaterdag på nederlandsk.

## Saturn i Rom
Ifølge legenden blev Saturn budt velkommen til Rom af Janus og bosatte sig ved foden af Kapitol. Det passer godt med Saturntemplets beliggenhed på Forum Romanum, og et tidligere tempel var indviet på det samme sted 497 f.Kr. Romerne huskede en overlevering fra en fjern fortid om, at Saturn og Janus skulle have regeret egnen inden grundlæggelsen af Rom, og at Kapitol dengang blev kaldet Mons Saturnius.
Forbindelsen mellem landbrug og rigdom kan være forklaringen på, at hans tempel rummede den romerske statskasse. Bankhvælvet var et rum under trinnene op til søjlehallen, og der sikrede Julius Cæsar sig efter sin magtovertagelse ikke mindre end 15.000 guldbarrer, 30.000 sølvbarrer og 30 millioner sestertser. En del af denne formue var kun til brug i tilfælde af en ny gallisk invasion. Cæsar bemærkede tørt, at han følte sig berettiget til pengene, fordi han havde sørget for, at der ikke kom flere galliske invasioner.